# Ángel López Pérez
Miguel Ángel López Pérez (Madrid, 5 aprile 1983) è un allenatore di calcio spagnolo, tecnico dell'Al-Ahli.